# Inmigración italiana en Cuba
La Inmigración italiana en Cuba es el movimiento migratorio de italianos en Cuba, desde los tiempos coloniales hasta la actualidad.

## Características
La principal característica de la emigración italiana en Cuba es que fue muy reducida en comparación con otras migraciones italianas en las Américas: unos pocos millares de italianos la hicieron, respecto a los millones que emigraron a Argentina, Brasil, Canadá y los Estados Unidos.
Cabe destacar una característica común a toda la emigración italiana en Latinoamérica: los italo-cubanos, aunque muy pocos, alcanzaron niveles muy altos en la sociedad cubana. Por ejemplo, Juan Bautista Spotorno (hijo de una acaudalada familia italiana residente en Trinidad) nació en Cuba en 1832 y fue un patriota cubano que llegó a ser Presidente de la "República en Armas" en 1876.

## Historia
Después del genovés Cristoforo Colombo, que descubrió la isla de Cuba en su primer viaje a las Américas en 1492, los primeros italianos llegaron a Cuba con los conquistadores españoles. Algunos eran marineros y soldados aventureros pero en su mayoría fueron misioneros.

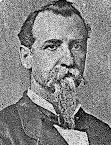
Juan B. Spotorno, Presidente de Cuba en 1875-1876

En 1605 unos marineros italianos náufragos fundaron -en el extremo occidental de Cuba- la ciudad de Mantua: estos primeros italianos eran originarios de las regiones de Génova y Venecia.
A mitad del siglo XIX hubo una muy pequeña colonia italiana en Cuba: eran principalmente hombres de cultura, arquitectos, ingenieros, pintores y artistas en muchos casos con sus respectivas familias. Fueron llamados a Cuba para trabajar principalmente en el embellecimiento de las iglesias, monumentos y edificaciones gubernamentales de La Habana.
El más famoso de esta pequeña comunidad fue Juan Bautista Spotorno, un patriota cubano de origen genovés que alcanzó el grado de Coronel del Ejército Libertador y sucesivamente fue miembro de la Cámara de Representantes de Cuba. Spotorno llegó a ser Presidente de Cuba en 1875-1876, cargo que fue caracterizado por su honestidad y rectitud.
En 1884 estos primeros ítalo-cubanos fundaron la "Sociedad de Socorro Mutuo" y en 1891 la "Sociedad de Beneficencia" para asistir a los más necesitados entre ellos. A principios del siglo XX fueron creadas asociaciones socialistas, que encontraron fuerte oposición por parte de las autoridades cubanas ligadas a la iglesia católica.
Algunos italianos participaron activamente en las guerras de independencia cubanas, como Oreste Ferrara que fue editor del periódico El Heraldo de La Habana.

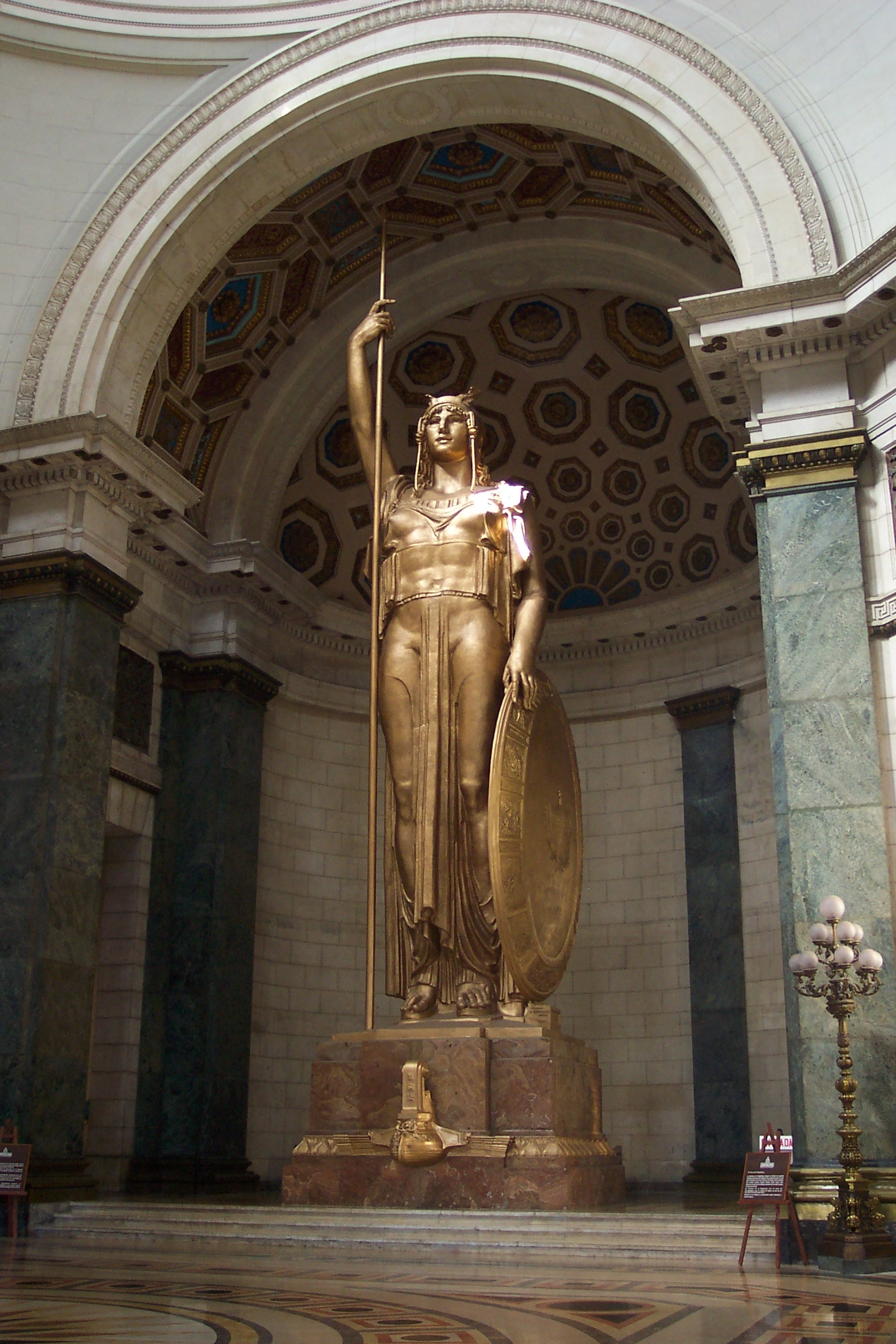
Estatua de La República en el Capitolio cubano, alta 15 metros y hecha en 1929 por el escultor italiano Angelo Zanelli

En efecto en abril de 1898, un grupo de 75 voluntarios italianos viajó a Cuba para llevar su ayuda a los rebeldes de la independencia cubana de España. Uno de estos voluntarios de nombre Francesco Federico Falco, médico luchador bajo el mando del General Antonio Maceo, fue nombrado en junio de 1898 Comandante del Cuerpo Militar del Ejército de Liberación de la Salud. Falco fundó la revista "La Cultura de América Latina", que ha encontrado una amplia aceptación en Cuba, Venezuela y México, y que ha sembrado las semillas de la filosofía socialista que con los años se ha arraigado en una parte importante de la actual sociedad cubana.
En 1931, según el censo cubano, la comunidad italiana era de 1.178 individuos con pasaporte italiano, a los cuales había que añadir casi 10.000 descendientes de italianos (muchos eran hijos ilegítimos de padre italiano y madre cubana). Entre estos italianos residenciados en Cuba, 80 vivían en la provincia de Pinar del Río, 129 en la de Oriente, 762 en la de La Habana, 30 en la de Matanzas, 103 en la de Las Villas y 74 en la de Camagüey.
Durante la Segunda Guerra Mundial Italia y Cuba rompieron relaciones diplomáticas y algunos italianos fueron encarcelados, acusados de simpatías hacia el fascismo.
En 2008 la comunidad italiana en Cuba era de 2.340 individuos, concentrados en la capital y en áreas turísticas como Varadero. Uno de los más famosos es el arquitecto Roberto Gottardi, autor del diseño detallado de la "Escuela de Artes Escénicas" de La Habana.